# Рухманов, Виктор Ильич
Ви́ктор Ильи́ч Рухманов (род. 19 декабря 1930, Харьков, Украинская ССР, СССР) — советский и российский актёр театра и кино, театральный режиссёр; заслуженный артист РСФСР (1986). Участник Великой Отечественной войны.

## Биография
Родился 19 декабря 1930 года в Харькове.
В возрасте тринадцати лет ушёл на фронт Великой Отечественной войны, где стал воспитанником и сыном полка. После её завершения в 1945 году, Рухманов прошёлся в парадном расчёте по Красной площади города Москвы. Позже после учёбы актёрскому мастерству, Рухманов пришёл в Харьковский академический театр музыкальной комедии, где проработал до 1957 года. 
В этом же 1957 году окончил Школу-студию МХАТ (курс В. О. Топоркова), после чего руководитель Московского театра сатиры В. Н. Плучек заметил актёра и пригласил его в свою труппу. После завоевания зрительской симпатии, Рухманов стал одним из ведущих актёров данного театра. Также принимал участие в качестве помощника режиссёра. По мимо театральной деятельности много снимался в фильмах-спектаклях, в обычных фильмах и телесериалах.
Считается одним из ветеранов сцены Театра сатиры, где служит более 60-ти лет.

## Фильмография
- 1964 — Марюта ищет жениха (фильм-спектакль) — участие
- 1965 — Седьмой ход (фильм-спектакль) — неудачник
- 1966–1980 — Кабачок «13 стульев» (фильм-спектакль) — пан Изобретатель
- 1967 — Весна поёт — Броневой
- 1969 — Фитиль (№ 84) — участие
- 1970 — 37 су господина Монтодуана (фильм-спектакль) — участие
- 1970–1971 — Терем-теремок (фильм-спектакль) — пассажир автобуса
- 1971 — Офицер флота (фильм-спектакль) — Николай Эрастович, скупщик
- 1973 — Маленькие комедии большого дома (фильм-спектакль) — Валентин, сын Серафимы Ивановны
- 1974–1975 — Давайте обсудим! (фильм-спектакль) — участие
- 1989 — Свет вечерний (фильм-спектакль) — Касвинов
- 1991 — Чёртов пьяница — участие
- 2005 — Адам и превращения Евы — эпизод
- Врачебная тайна — Пузан
- 2007 — Гражданин начальник-3 (3, 4, 5, 12 серия) — Лобов
- 2013 — Мольер «Кабара святош» (фильм-спектакль) — шарлатан

## Театральные работы
- Шпекин — «Ревизор» Н. Гоголь (постановка В. Плучека)
- Двойкин — «Баня» В. Маяковский (постановка Н. Петрова, В. Плучека, С. Юткевича)
- Директор цирка — «Пеппи Длинныйчулок» С. Лунгин, И. Нусинов по мотивам А. Линдгрен (постановка М. Микаэлян)
- Пианист — «Ремонт» М. Рощин (постановка В. Плучека)
- Ученик охотника — «Обыкновенное чудо» Е. Шварц (постановка М. Микаэлян)
- Французский солдат — «Интервенция» Л. Славин (постановка В. Плучека)
- 2-й приятель Жадова — «Доходное место» А. Островский (постановка М. Захарова)
- 1-й моряк — «Интервенция» Л. Славин (постановка В. Плучека)
- Сергей Ивасюта — «Ложь для узкого круга» А. Салынский (постановка Г. Менглета)
- Алонзо — «Дон Жуан, или Любовь к геометрии» М. Фриш (постановка В. Плучека, режиссёр О. Солюс)
- Простаков — «Недоросль» Д. Фонвизин (постановка А. Ширвиндта)
- Парень; Тапёр — «Клоп» В. Маяковский (постановка В. Плучека, С. Юткевича)
- «Тартюф, или Обманщик» Ж.-Б. Мольер (постановка Антуана Витеза (Франция)
- Начальник станции — «Бег» М. Булгаков (постановка В. Плучека)
- Зинзивер — «Волшебные кольца Альманзора» Т. Граббе (постановка О. Солюса)
- Марич — «Последний парад» А. Штейн (постановка В. Плучека)
- Слепой солдат — «У времени в плену» А. Штейн (постановка В. Плучека)
- Касторкин — «Темп-1929»
- «Концерт для театра с оркестром»
- Валентин — «Маленькие комедии большого дома» А. Арканов, Г. Горин (постановка А. Ширвиндта и А. Миронова)
- Секретарь райкома — «По 206-й» В. Белов (постановка В. Плучека)
- Шарлатан — «Кабала святош» (Мольер) М. Булгаков
- Учитель; Баптиста — «Укрощение строптивой» В. Шекспир (постановка В. Плучека)
- Лещ — «Последние» М. Горький (постановка А. Папанова, режиссёр В. Рухманов)
- Сысоев — «Прощай, конферансье!» Г. Горин (постановка А. Миронова)

## Награды и звания
- Заслуженный артист РСФСР (21.07.1986)[6][7]
- Орден Отечественной войны I степени
- Орден Отечественной войны II степени
- Медаль «За победу над Германией»
- Медаль «За отвагу» (19.02.1996)
- Медаль ордена «За заслуги перед Отечеством» II степени (20.12.2005)
- Премия им. М. Чехова за роль в спектакле «Молодость Людовика XIV» (1993)